# 윤병인
윤병인(1920년 5월 18일 ~ 1983년 4월 3일)은 한국의 무술가이다. 그는 중국에서 중국 무술을 공부하고 한국에 이를 가르치기 위해 돌아온 최초의 한국인으로 여겨진다. 그는 현재와 과거의 많은 무술가들에게 영향력 있는 강사였으며 그 자신도 무술의 다양한 스타일과 연구를 진행했다.